# Battista Rota
Battista Francesco Rota, detto Titta (Bergamo, 18 luglio 1932 – Bergamo, 10 luglio 2018), è stato un calciatore e allenatore di calcio italiano, di ruolo difensore.

## Caratteristiche tecniche

### Allenatore
Pur senza legarsi a precisi moduli di gioco, ha impostato le sue squadre all'italiana, puntando più al risultato che allo spettacolo, e per questo è stato spesso tacciato di difensivismo.

## Carriera

### Giocatore

#### Club
Iniziò nell'Atalanta, società della sua città, con la quale esordì a 19 anni nel campionato 1950-1951: nella sua prima stagione disputò 5 partite realizzando altrettante reti, spostato per necessità dal suo ruolo naturale di terzino a quello di centravanti. Quelle reti furono le uniche realizzate in carriera, su un totale complessivo di 284 presenze, tutte nella massima serie.
Disputò altre tre stagioni con la maglia nerazzurra, questa volta nel suo ruolo naturale, per poi approdare al Bologna, in cambio di Giovanni Cattozzo. In rossoblu giocò per sei campionati, fino al novembre del 1960, quando si trasferì per una stagione alla SPAL che non navigava in buone acque ed il suo presidente Paolo Mazza puntò su di lui per raggiungere la salvezza. Compiuta felicemente la missione, tornò a Bergamo, dove chiuse la carriera da giocatore nel 1964, dopo aver vinto una Coppa Italia l'anno precedente.

#### Nazionale
Giocò 2 partite anche in Nazionale durante le Olimpiadi di Helsinki del 1952.

### Allenatore
Dopo gli inizi nelle giovanili dell'Atalanta, nel campionato di Serie B 1969-1970 fu chiamato alla guida della prima squadra, evitando la retrocessione in Serie C. A fine stagione fu ingaggiato dalla Cremonese, che guidò per sei campionati consecutivi, ottenendo nel primo la promozione in Serie C e più tardi lanciando in prima squadra il giovane Antonio Cabrini, nell'ambito di una politica di valorizzazione del vivaio condotta insieme al presidente Domenico Luzzara e al direttore sportivo Giuseppe Brolis.
Nel 1976 tornò a Bergamo, di nuovo in Serie B, conquistando la promozione in Serie A dopo gli spareggi con Cagliari e Pescara. Rimase sulla panchina atalantina per altri tre campionati, due di Serie A e uno di Serie B, prima di accettare l'offerta della SPAL, in Serie B. Dopo una stagione culminata con la salvezza, nel campionato 1981-1982 fu esonerato in favore di Ugo Tomeazzi, che non evitò la retrocessione dei ferraresi.
Nel 1982 allenò il Modena, in Serie C1, e l'anno successivo fu chiamato da Leonardo Garilli sulla panchina del Piacenza, appena retrocesso in Serie C2. Rimase in riva al Po per cinque campionati consecutivi, ottenendo una promozione in Serie C1 (1983-1984), due terzi posti in terza serie, una promozione in Serie B (1987) e la salvezza nel campionato di Serie B 1987-1988, la prima della storia della società piacentina.
Nel 1988 lasciò il Piacenza, anche in seguito a difficoltà di gestione dello spogliatoio e del rapporto con il pubblico, passando ad allenare per qualche mese il Lanerossi Vicenza in Serie C1, in alternanza con Ernesto Galli. Concluse poi nelle categorie minori, alternandosi in società lombarde come Palazzolo (con cui vinse il campionato di Serie C2 1990-1991), Lecco e Pergocrema.
È morto a Bergamo, sua città di nascita, il 10 luglio 2018.

## Statistiche

### Cronologia presenze e reti in nazionale
| Cronologia completa delle presenze e delle reti in nazionale ― Italia | Cronologia completa delle presenze e delle reti in nazionale ― Italia | Cronologia completa delle presenze e delle reti in nazionale ― Italia | Cronologia completa delle presenze e delle reti in nazionale ― Italia | Cronologia completa delle presenze e delle reti in nazionale ― Italia | Cronologia completa delle presenze e delle reti in nazionale ― Italia | Cronologia completa delle presenze e delle reti in nazionale ― Italia | Cronologia completa delle presenze e delle reti in nazionale ― Italia |
| Data                                                                  | Città                                                                 | In casa                                                               | Risultato                                                             | Ospiti                                                                | Competizione                                                          | Reti                                                                  | Note                                                                  |
| --------------------------------------------------------------------- | --------------------------------------------------------------------- | --------------------------------------------------------------------- | --------------------------------------------------------------------- | --------------------------------------------------------------------- | --------------------------------------------------------------------- | --------------------------------------------------------------------- | --------------------------------------------------------------------- |
| 16-7-1952                                                             | Tampere                                                               | Stati Uniti                                                           | 0 – 8                                                                 | Italia                                                                | Olimpiadi 1952 - Qualificazione                                       | -                                                                     |                                                                       |
| 21-7-1952                                                             | Helsinki                                                              | Ungheria                                                              | 3 – 0                                                                 | Italia                                                                | Olimpiadi 1952 - Ottavi di finale                                     | -                                                                     |                                                                       |
| Totale                                                                |                                                                       | Presenze                                                              | 2                                                                     |                                                                       | Reti                                                                  | 0                                                                     |                                                                       |

## Palmarès

### Giocatore

#### Competizioni nazionali
- Coppa Italia: 1

Atalanta: 1962-1963

#### Competizioni giovanili
- Campionato Ragazzi: 1

Atalanta: 1947-1948

### Allenatore

#### Competizioni nazionali
- Campionato italiano Serie D: 1

Cremonese: 1970-1971
- Campionato italiano Serie C1: 1

Piacenza: 1986-1987
- Campionato italiano Serie C2: 1

Palazzolo: 1990-1991

#### Competizioni internazionali
- Coppa Anglo-Italiana: 1

Piacenza: 1986